# Кизомба
Кизомба е музикален и танцов стил, който произхожда от Ангола през 80-те години на XX век. На местен език „кизомба“ означава „парти“. Музиката се характеризира с бавен и чувствен ритъм. Танцува се в двойка с партньор.

## Произход и еволюция

### Музикален жанр
Произходът на кизомба може да бъде проследен до края на 1970-те години в Африка, когато се заражда в Ангола. Кизомба се характеризира с по-бавен, романтичен, чувствен ритъм от традиционната анголска семба. Музиката е смесица от семба, меренге, килапанга и други анголски музикални стилове. Повечето песни се изпълняват на португалски или на диалект от различните португалскоезични африкански култури.

### Танцов жанр
Семба започва се танцува през 1950-те години в Ангола. През 1990-те години, когато кизомбата става все по-популярна, анголските семба танцьори започват да адаптират своите семба стъпки според темпото и бийтовете на кизомба. Танцът кизомба се танцува в двойка. Торсът и дясната ръка на лидера водят последователя по дансинга. Впоследствие кизомба започва да се смесва и с други танцови стилове: танго, хип-хоп и други латино танци. Съществуват разновидности на кизомбата като ърбън киз, таракса и кизомба фюжън.

### Културно влияние
Влиянието на кизомба се усеща в повечето португалскоезични африкански страни, но също и в Португалия (особено в Лисабон и околните квартали като Амадора или Алмада), където имигрантски групи създават кизомба клубове.
В Ангола повечето клубове се намират в Луанда. Известни анголски кизомба музиканти са Нейне Ван Дунем, Дон Кикас, Сало Паскоал, Ирмаош Вердадеш и Анселмо Ралф.

## Кизомба в България
Танцът добива популярност и в България, където се провежда един от най-големите фестивали – „Уърлд Старс Салса Фестивал“.